# Anton Van Rooy
Anton van Rooy (Rotterdam, Països Baixos, 1 de gener de 1870 - Múnic, Alemanya, 28 de novembre de 1932) fou un baix-baríton alemany.
Dotat d'una bella veu de baríton abandonà la professió de comerciant per a dedicar-se a l'estudi del cant, sota la direcció de Stockhausen, a Frankfurt. Es presentà en públic en el teatre de Bayreuth, assolint un èxit clamorós en la part del Wotan de la Trilogia wagneriana, especialitat en la qual va mantenir-se molts anys, sempre amb el mateix èxit, en les principals escenes d'Europa i Amèrica.
També fou un excel·lent intèrpret de lieder.